# North vs. South: The Great American Civil War
North vs. South: The Great American Civil War est un jeu vidéo de type wargame développé par Erudite Software et publié par Interactive Magic en 1999 sur PC. Il s’appuie sur le moteur de jeu de The Great Battles of Caesar pour simuler dix batailles de la guerre de Sécession, chacune d’elles disposant de plusieurs variantes. Le jeu propose également une campagne, qui regroupe la totalité des batailles. Les batailles se déroulent au tour par tour sur une carte divisée en case hexagonales. Chaque tour représente environ une heure de combat. À son tour, le joueur peut notamment ordonner à ses unités de se déplacer ou de changer de formation. Comme pour ses prédécesseurs, l’originalité du jeu réside dans son système de commandement. Chaque unité est ainsi dirigée par un commandant, avec des caractéristiques propres comme l’initiative, qui influe sur le nombre d’ordre que le joueur peut donner à l’unité à chaque tour.

## Accueil
| American Civil War    |      |       |
| Média                 | Pays | Notes |
| Computer Gaming World | US   | 1.5/5 |
| GameSpot              | US   | 59 %  |
| Jeuxvideo.com         | FR   | 12/20 |